# Czulent

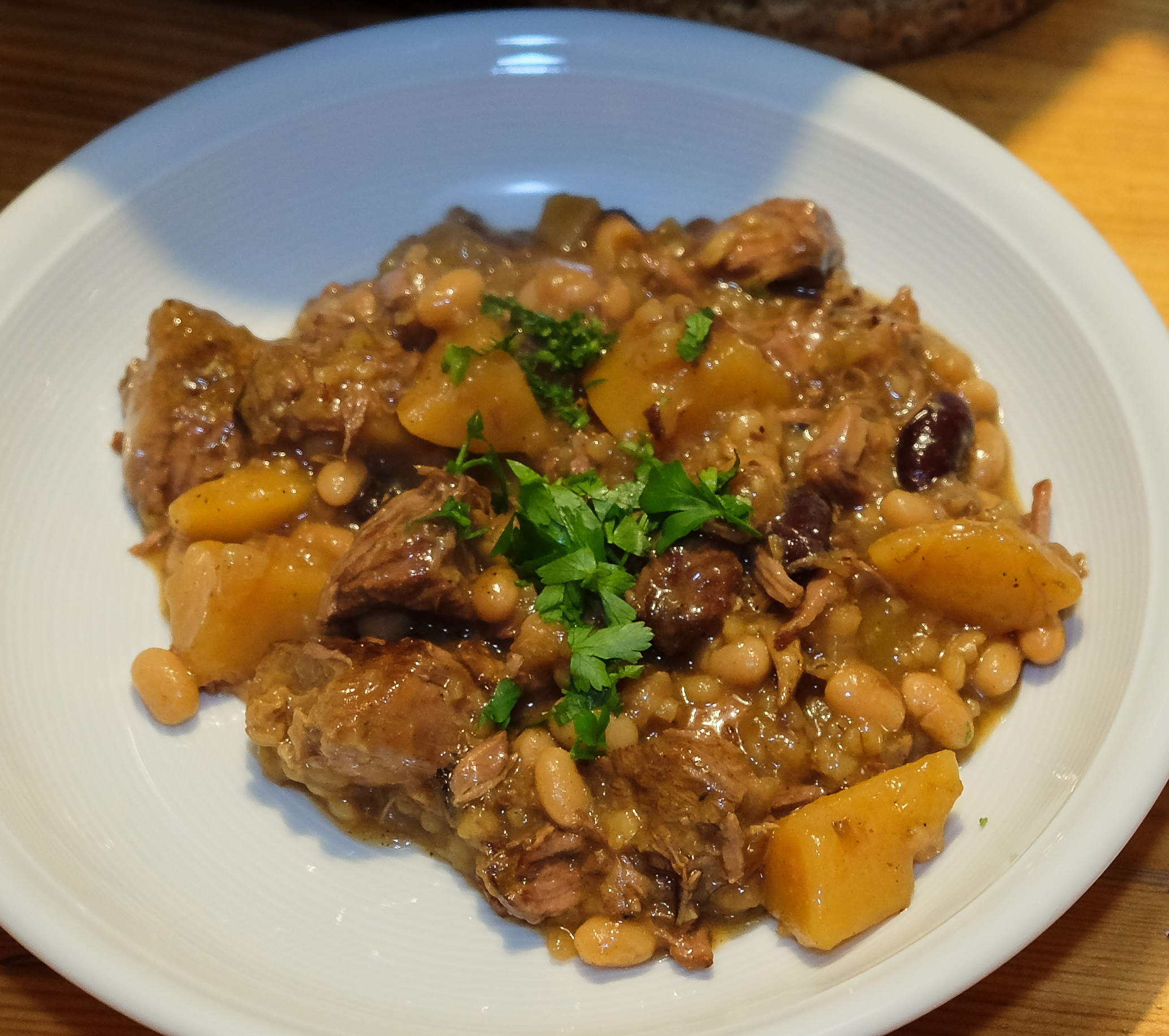
Koszerny czulent z ziemniakami

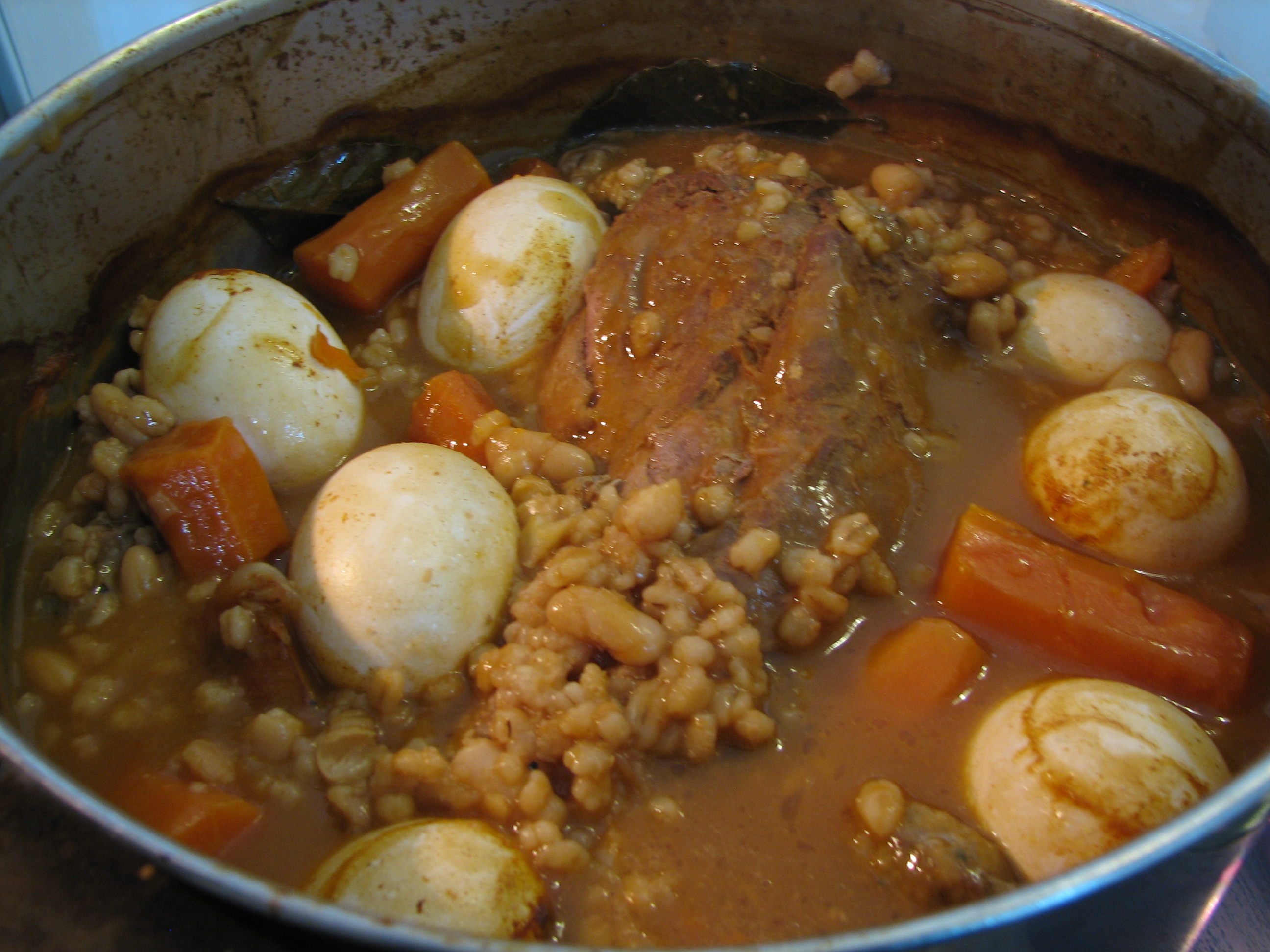
Czulent z jajkami

Czulent, ciulent (jid. טשאָלנט czolnt) – tradycyjna gulaszowa potrawa mięsno-warzywna kuchni żydowskiej typu ragoût spożywana w szabat.
Czulent to bardzo wolno gotowany (duszony) rodzaj gulaszu, przyrządzany z koszernego mięsa (zwykle z tłustej wołowiny), z fasolą (często ciecierzycą), cebulą, kaszą jęczmienną (perłową, pęczakiem) lub jaglaną, z dodatkiem rosołu oraz przypraw (sól, pieprz i papryka). Niekiedy w jego skład wchodzą też jaja na twardo lub knedle. Pomału pieczony w piekarniku aż do zbrązowienia, podawany jest na nagrzanym talerzu. 
Wobec szabatowego zakazu pracy (wraz z gotowaniem na ogniu), czulent zwykle przygotowywano poprzedniego dnia przed zachodem słońca, krótko pieczono, a następnie pozostawiano na noc w rozgrzanym piekarniku (duchówce), ażeby do południa był gotowy na sobotni obiad. 
Dawniej w niewielkich miasteczkach zamieszkiwanych przeważnie przez ludność żydowską (sztetl) noszono przygotowany czulent do miejscowej piekarni, ażeby udusił się w ciepłym, powoli stygnącym piecu chlebowym, w przeznaczonym do tego „szabaśniku”..
Źródłosłów i pochodzenie nazwy tej potrawy nie jest dostatecznie rozpoznane. Wśród prób wyjaśnienia wskazuje się m.in. na związek z hebrajskim szeulim (przenocować). Inne wytłumaczenie kojarzy to miano z francuskim chaud (gorący), jeszcze inne wywodzi je od zbitki w jidysz niemieckich słów Schule (szkoła) i Ende (koniec), co miałoby związek ze spożywaniem czulentu po powrocie z bożnicy (szul), często będącej zarazem szkołą.